# Första svenska världsomseglingen

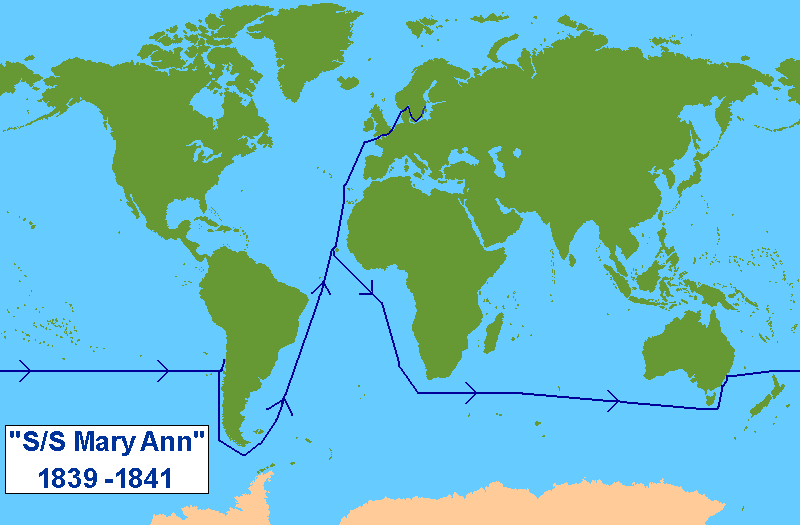
Första svenska världsomseglingen

Den Första svenska världsomseglingen genomfördes åren 1839 till 1841 med fartyget "Mary Ann" under befäl av kapten Nils Werngren. Resan var från början inte planerad att bli en världsomsegling.

## Bakgrund
Redaren Carl Fredrik Liljewalch ägde redan flera fartyg som gick i lokal trafik. Liljevalchs nye affärskompanjon Nils Peter Ringman övertalade honom att använda "Mary Ann" till varutransporter till nybyggarna i Australien. En mängd varor inköptes men strax före planerad avresa sommaren 1839 avslöjades Ringman som bedragare. Ringman var tänkt att föra befäl och Liljevalch behövde nu en ny kapten. Valet föll på unge Nils Werngren som nyligen hade utnämnts till kapten på Liljevalchs skonert "Snäll".
"Mary Ann" var en liten brigantin byggd 1838 vid Oscarsvarvet i Luleå. Fartyget var endast 22 meter långt och byggdes från början för trafik på Östersjön.

## Besättningen
Werngren hade tagit kaptensbrev samma år och var endast 24 år men hade redan längre erfarenhet av utländska farvatten. Besättningen  bestod förutom kaptenen av åtta man varav endast en hade sjövana. Dessa var:
- A W Broberg, kock
- Olof Joel Eriksson, matros
- Georg Londeur, konstapel
- N Mårtensson, timmerman
- Johan T Nordgren, matros
- Julius A Spolander, styrman
- Sven P Svensson, matros
- Olof Åkesson, matros

## Världsomseglingen

### 1839
Den 30 augusti 1839 lämnade "Mary Ann" under Werngrens befäl Stockholms hamn med kurs mot England där Liljevalch hoppades att lasten kunde säljas genom Ringmans påstådda kreditgivare handelsbolaget "Gordon & Son". Lasten bestod av byggnadsmaterial, bl.a. järnvaror, plankor, segelduk och tjära.
Den 3 oktober anlände fartyget till Cowes på Isle of Wight , under tiden Werngren försökte sälja lasten kopparförhydades fartyget. Werngren lyckades inte sälja lasten och Liljevalch gav honom i uppdrag att resa mot Australien.
Den 16 december 1839  lämnade "Mary Ann" England med kurs mot Australien. I Engelska kanalen drabbades fartyget av svåra vindar och störtsjöar som Werngren beskrev i sin dagbok: "en mycket svår sydvästan, vilken ofta fyllde hela däcket med störtsjöar, sönderslog våra vattenfat, fyllde kabyssen och alla våra kittlar och förstörde julmaten, tillagad på svenskt manér. Vi åt ändå av den".

### 1840
Fartyget fortsatte söderut och nådde Kap Verde den 21 januari där man provianterade mat och dricksvatten.
Den 31 januari 1840 korsade fartyget ekvatorn , "Mary Ann" rundade därefter Godahoppsudden på stort avstånd från land. Werngren ville undvika motströmmen, som var starkast nära land, och pirater som han hade varnats om tidigare.
Den 19 april siktades Tasmanien  och den 1 maj  efter 89 dygn till sjöss anlände "Mary Ann" som första svenska fartyg till Sydney. Hamnlotsen hade aldrig hört talas om Sverige så fartyget registrerades som "Okänd fartyg". Werngren noterade i sin dagbok: "Vi fick lots ombord vid Sydney Head. Han undrade vad det var för en landsman som med ett så litet fartyg hade förvillat sig till så avlägsna kuster. Fastän han inte kände vår flagga, dristade han sig att fråga vad landsmän vi var, och då han fick reda på att vi var svenskar, drog han upp en signalbok, vari han förgäves sökte efter Sverige."
Werngren lyckades sälja lasten och fick senare tips om en möjlig last av kol från Newcastle till Chile. En besättningsman hade rymt i Sydney men "Mary Ann" lämnade Newcastle den 27 maj med kurs mot Valparaiso i Chile  Färden gick via Nya Zeeland över Stilla havet där flera besättningsmän blev sjuka under överresan  men fartyget nådde Chile den 30 augusti efter 75 dygn till havs.
I Valparaiso fick Werngren tips om möjlig last av kopparmalm från Huasco till Europa och man begav sig norrut till Atacamaprovinsen. Den 25 november lämnade "Mary Ann" hamnen i Huasco med kurs mot Swansea i Wales. Fartyget rundade Kap Horn på julafton.

### 1841
Den 31 januari korsade fartyget ekvatorn igen  och den 9 mars anlände "Mary Ann" till Swansea i Wales efter 102 dygn på öppet hav.
I Swansea inhandlades en last av salt till Stockholm. "Mary Ann" återkom till Stockholm den 3 maj 1841 efter en resa Jorden runt på 316 dygn till sjöss och cirka 34 393 sjömil.

## Eftermäle
Pressen uppmärksammade inte den första svenska världsomseglingen med mer än en liten notis. Den 6 maj 1841 kunde man i tidningen Aftonbladet läsa under Sjöfartsunderrättelser: "Med skepparen Werngren från Swansea, C.F. Liljewalch, 1050 tunnor salt." Werngren genomförde därefter ytterligare flera oplanerade världsomseglingar.
Den första planerade jorden runt resan genomfördes av "HMS Eugenie" åren 1851–1853.
1989 utkom boken "De första världsomseglingarna under svensk flagg" skriven av Carl Axel Östberg baserad på Werngrens dagböcker. Den 11 mars 1999 utgavs ett minnesfrimärke över fartyget.